# F-16XL

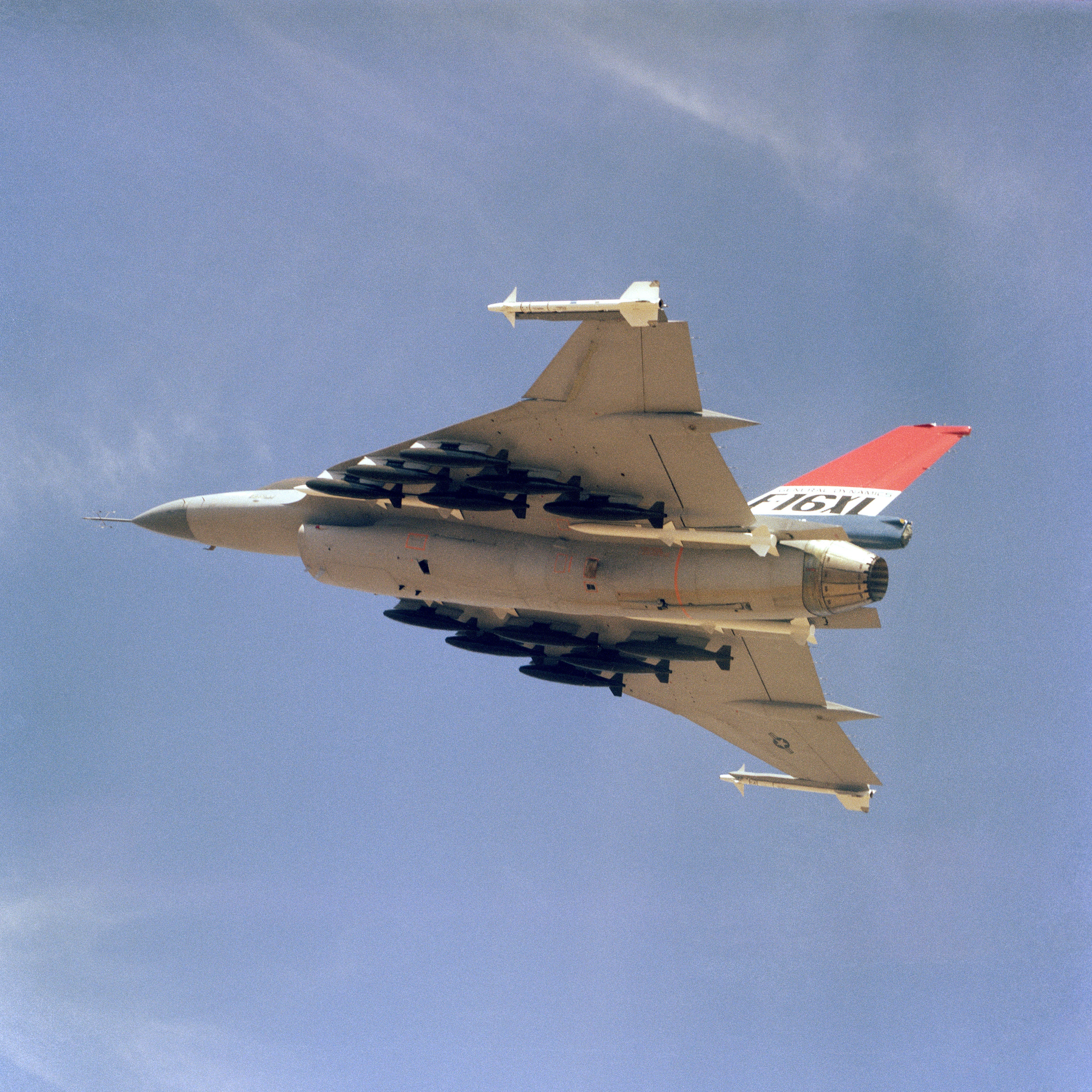
아랫쪽에서 본 F-16XL. 날개 끝에 장착한 AIM-9 사이드와인더 및 동체에 장착한 MK-82 500파운드 다목적폭탄으로 무장하고 있다.

제너럴 다이내믹스 F-16XL(General Dynamics F-16XL)은 표준 F-16 날개의 두 배 크기가 넘는 삼각익을 가진 제너럴 다이내믹스 F-16 파이팅 팰컨의 파생형이다. 이 기종은 미공군의 '향상된 전술 전투기'(Enhanced Tactical Fighter, ETF) 경쟁에 참가하였으나, F-15E 스트라이크 이글에 결국 패배하였다. 수 년 후 시제기 개발이 보류되어, F-16XL은 항공 연구를 위해 미국 항공 우주국(NASA)에 인계되었다.

## 개발
1977년에, F-16XL은 F-16 SCAMP(초음속 순항과 조종 원형; Supersonic Cruise and Maneuver Prototype) 개발 프로그램으로 제너럴 다이내믹스 포트워스에서 시작하였다. 프로그램의 초기 목표는 초음속 수송기 기술을 군용기에 적용하는 실험을 위한 것이었다. 회사는 내부의 연구 개발 기금을 풍동의 실험에 투자하였고, 이로부터 1978년까지 설계의 노력으로 400형이 만들어지게 된다.
1981년 3월, 미공군에서는 대형 전투폭격기로서 사용되었던 F-111 아드바크(Aardvark)의 노후화로, 향상된 전술 전투기(ETF) 계획을 발표하였다. 이는, 제공 전투능력, 대지상 공격능력, 초음속 순항성 등을 필요로 했다. 이에 제너럴 다이내믹스는 기존의 기체를 개조하더라도 초음속 순항이 가능하다고 판단, F-16의 개조를 제안하였다. 그러다가, EFF 계획은 중지되었다.
하지만, 맥도넬 더글라스가 F-15의 파생형인 F-15E 스트라이크 이글의 원형을 1981년에 첫 비행을 하게 되자 계획이 재개되어, 제너럴 다이내믹스도 이전의 F-16을 크게 개조한 F-16XL을 1982년 7월 3일 띄우게 된다. 원래는 초음속 순항 성능을 목표로 하였으나, 요구사양이 변경되어, 탑재량과 순항거리의 향상을 위해 초음속 순항성능을 버리게 되었다.
시험비행은 1984년 2월에 있었다. 여기에서는, 2대의 시제기가 참가하였다. 하지만, F-15E쪽이 높게 평가되어, X-16XL은 채택되지 않았다. X-16XL은, 단좌형은 F-16E, 복좌형은 F-16F로 불릴 예정이었다.
1988년, 두 비행기는 미항공우주국으로 넘겨지게 되어, 이후 실험기로서 사용되고 있다.

## 설계
F-16XL은 F-16을 기본으로 개조되었으나, 그 형태가 크게 달라졌다.
주로 개조된 부분은 날개이다. 주 날개와 뒷부분의 수평 제어 날개면은 기존의 날개 넓이보다 120% 넓은 꺾인 화살표 모양의 삼각익으로 대체되었다. 탄소복합섬유의 사용을 늘려 270 kg의 무게를 감소시켰으나, 여전히 원형보다는 1,300 kg 더 무거웠다. 또한, 동체 하위부품의 연결 부분에 2구획이 추가되어 동체가 1.4 m 길어졌고, 꼬리날개는 뒷쪽으로 3도가량 기울어졌다. 그리고, 배면의 수직안정판은 이착륙시 지면과 부딪히지 않도록 제거되었다. 어쨌거나, F-16XL은 F-16보다 큰 안정성을 보였다.
이러한 변경으로 초음속에서의 상승 대 저항비의 최고치가 25%, 아음속에서는 11% 향상되었고, 조종이 안정되었다. 또한, 연료의 적재량이 82% 증가하였다. F-16XL은 F-16보다 두 배의 무기를 40% 더 멀리 운반할 수 있었다. 확장된 날개는 27 군데에 장비를 탑재할 수 있었다.

## 제원 (F-16XL no.2)
정보의 출처: Darling, F-16.net
일반 특성
- 승무원: 1명 (XL #1) 또는 2명 (XL #2)
- 길이: 54 ft 2 in (16.51 m)
- 날개폭: 34 ft 3 in (10.44 m)
- 높이: 17 ft 7 in (5.36 m)
- 날개면적: 646 ft² (60.0 m²)
- 공허중량: 22,000 lb (9,980 kg)
- 탑재중량: 48,000 lb (21,800 kg)
- 최대이륙중량: 48,000 lb (21,800 kg)
- 엔진: 1× 제너럴 일렉트릭 F110-GE-100 터보팬
  - 최대추력: 17,100 lbf (76.3 kN)
  - 재연소시추력: 28,900 lbf (125 kN)

성능
- 최대속도: 마하 2.05 (1,400 mph)
- 순항속도: 600 mph
- 항속거리: 2,480 nmi (2,850 mi, 4,590 km)
- 상승한도: 50,000 ft (15,000 m)
- 상승률: 62,000 ft/min (320 m/s)

무장
- 기관포: 1× 20 mm (0.79 in) M61 벌컨 (개틀링건)
- 무기장착점: 17 파일론 화물 탑재량 15,000 lb (6,800 kg)까지,

## 같이 보기
관련 기체
- F-16 파이팅 팰콘
- F-16 비스타

유사 항공기
- 사브 35 드라켄
- F-15E 스트라이크 이글

개발 순서
- YF-12 - F-14 - F-15 - F-16 - YF-17 - F/A-18 - F-20

연관 목록
- 전투기 목록
- 미국의 군용기 목록